# Пусанский национальный педагогический университет
Пусанский педагогический университет (кор. 부산교육대학교?, 釜山敎育大學校?, сокращённо: 부산교대, 교육대학교, 교대, англ. Busan National University of Education, сокращенно: BNUE) — один из крупнейших педагогических вузов Республики Корея. Этот университет находится в округе Йонджегу города-метрополии Пусан.

## История
Пусанский национальный педагогический университет был учрежден Пусанской муниципальной педагогической школой в 2 сентября 1946 года. Пусанская муниципальная педагогическая школа была расширена Пусанский педагогический колледж в 1955 году.
В 1961 году Пусанский педагогический колледж был реорганизован и переименован Пусанском педагогическом колледжом. Пусанский педагогический колледж стал Пусанском педагогическом университетом в 1993 году.